# De Oost-Oudburg
De Heemkundige Kring De Oost-Oudburg is een heemkundevereniging in België.
De vereniging bestudeert en publiceert over de geschiedenis in al haar aspecten, van de vroegere gemeenten: Beervelde, Destelbergen, Desteldonk, Heusden, Lochristi, Mendonk, Oostakker, Sint-Amandsberg, Zaffelare, Zeveneken, en van het vroegere Sint-Baafsdorp en Meulestede. Deze plaatsen vormden indertijd het oostelijk deel van de Oudburg of Kasselrij van Gent. Tevens draagt de kring bij tot het respect en behoud van het historisch erfgoed.
Op 27 september 1970 opende de Heemkundige Kring "De Oost-Oudburg", op initiatief van toenmalig bestuurslid Roger De Caluwé, een eigen Documentatiecentrum voor Streekgeschiedenis in het Groot-Begijnhof van Sint-Amandsberg. Het toenmalige documentatiecentrum was gehuisvest in Convent Pius IX. In 1973 verhuisde het documentatiecentrum, nu met de taalkundige Maurits Gysseling als voorzitter, naar het Convent Engelbertus. In 1978 vond de Historische en Heemkundige kring van Gent aansluiting, en sindsdien fungeert het Documentatiecentrum voor Streekgeschiedenis Dr. M. Gysseling als documentatiecentrum voor beide heemkundige kringen.